# Di-Gata les défenseurs
Di-Gata les défenseurs (Di-Gata Defenders) est une série télévisée d'animation en coproduction canadienne et luxembourgeoise créée par Greg Collinson et diffusée entre le 5 août 2006 et le 23 septembre 2008 sur Télétoon et aux États-Unis dans le bloc 4Kids TV.
En France, la série est diffusée sur TF1, Nickelodeon et Game One.

## Synopsis
Cette série met en scène les aventures de quatre guerriers dans leur combat contre le maléfique Ordre de l’Infini. Grâce à l’aide des puissants Gardiens, nos héros vont se battre pour préserver l’avenir de Rados. Au service du peuple de Rados, ils forment le dernier rempart face aux forces du mal qui menacent de prendre le pouvoir.

## Voix françaises
- Philippe Allard : Seth
- Maia Baran : Melosa
- Sébastien Hebrant : Erik
- Anaïs Orville : Kara
- Rémi Barbier : Professeur Alnar
- Benoît Van Dorslaer : Flinch
- Patrick Donnay : Bracchus
- Martin Spinhayer : Nazmul
- Catherine Lorcat: La Reine Alaysia
- David Manet : Adam
- Hélène Couvert : Rion
- Nathalie le Bas : Dame Kataash

## Personnages
- Seth : Le chef des défenseurs Di-Gata. Son principal défaut est son impatience à livrer combat, ce qui lui attire parfois des ennuis. Seth est spécialisé dans les signes  Dako et Nega. À la suite d'un combat contre Brackus, il perd son bras. Son gardien est Kragus, un golem de pierre, qui est ensuite détruit et remplacé par Ominkrag (fusion de Kragus et d'Omniaxor, le gardien du père de Seth).
- Melosa (surnommée Mel) : Elle adore la musique mais elle chante faux. Melosa est gentille et voit toujours le côté positif des choses. C'est une Sorcière de Yan. Son gardien est Draykor, un dragon de glace.
- Erik : il a peur des insectes et des autres animaux. Il est aussi le frère de Kara. Il se fait souvent attraper par des pièges et des taquineries, notamment ceux de Rion. Il construit un bras robot pour Seth lorsque ce dernier le perd. Son gardien est Robotus, un robot.
- Kara : la plus jeune des défenseurs Di-Gata et est considérée comme la plus vulnérable car elle n'a que 12 ans et demi et contrôle le moins bien ses pouvoirs ; son frère est Erik. Elle porte des super-bottes car elle est handicapée à la suite d'un accident avec les machines de son frère. Elle meurt dans la saison 2, ce qui affecte gravement Erik, mais elle continue de veiller sur lui en se réincarnant en chat. Son gardien  V-Moth, une libellule géante.
- Adam : C'est un voleur ; il s'entend bien avec Melosa. Ses parents ont été tués par Brackus et il croit que celui-ci est son père. Son gardien, Firefox, un renard. Il s'avère être également un défenseur Di-Gata.
- Rion (prononciation Ryan) : le plus jeune des défenseurs Di-Gata avec Kara (il a 13 ans). Rion n'apparaît que dans la saison 2 (et le dernier épisode de la saison 1). Il aime faire des blagues, est naïf, et essaye tout pour parvenir a ses objectifs. Rion adore taquiner Erik et flirte un peu avec Kara. Il est recruté pour combattre les Ethos aux côtés des autres défenseurs puisqu'il peut obtenir une forme pouvant tuer les Ethos d'un seul coup, mais il ne contrôle pas bien cette forme et elle surgit dans ses moments de rage, pouvant même blesser ses amis. Son gardien est Arvengus, un lion.

## Épisodes

### Première saison
1. La route de l'aventure (The Road Less Traveled)
2. La fin de l'innocence (Trouble in Paradise)
3. La clé de la victoire (The Key To Victory)
4. Pris au piège (Snared)
5. L'enlèvement (Ms. Fortune)
6. Le naufrage (Cast-Aways)
7. L'évasion d'Ogama-Gor (Escape from Ogama-Gor)
8. Des apparences trompeuses (A Flaw in the Ointment)
9. Vitus (The Ninth Sigil)
10. La ville oubliée par le temps (The Town That Time Forgot)
11. Le créateur des pierres (Carved in Stone)
12. La première pierre (The One)
13. Une de moins (One Down)
14. Course contre la montre (Doom Chase)
15. Guerriers (Warriors)
16. Le rêve (Knowledge)
17. Repaire de bandits (Den of Thieves)
18. Le Nexus (Nexus)
19. Omniaxor (Replication)
20. La fusion (Dark Descent)
21. Le cycle (The Cycle)
22. Dévastation (What Lies Beneath)
23. Le retour (The Returning)
24. Adam, le fils prodigue (Adam and Eve of Destruction)
25. Un accueil chaleureux (Perfect Host)
26. Un combat de titans (Ethos)

### Deuxième saison
1. L'équinoxe [1/2] (Dark Equinox [1/2])
2. L'équinoxe [2/2] (Dark Equinox [2/2])
3. Le guérisseur (The Healer)
4. Gardiens à vendre (Guardians For Sale)
5. Duel contre Kid Cole (The Magnificent Two)
6. Une vieille connaissance (Regenesis)
7. Malco Possédé (Malco Redux)
8. Sur les traces du passé (Back Track)
9. La guerre des Gardiens (We're No Guardian Angels)
10. Von Faustien (Von Faustien)
11. La menace de l'au-delà (Notes From The Underground)
12. La corne de Neglos (The Horn of Neglos (R and R))
13. La Tour (Farewell to Arms (The Healer Stone))
14. Chasseur et Chassé (Hunter and Hunted)
15. La Pierre de Cœur (Romancing the Di-Gata Stone (The Heart Stone))
16. Changement d'apparence (Shape Shifted)
17. Le livre vide (The Empty Box)
18. La rédemption Di-Gata (The Di-Gata Redemption)
19. Absolution (Absolution)
20. Les enfants perdus (The Lost Children (Di-Gata Disaster))
21. La Terre du Sort (The Spell Zone)
22. Mel dans la tête (Mel on My Mind)
23. Complications (Complications)
24. La tombée de la nuit (Night Fall)
25. Le Crépuscule (Twilight)
26. L'aube Di-Gata (Di-Gata Dawn)